# Dodge Victory

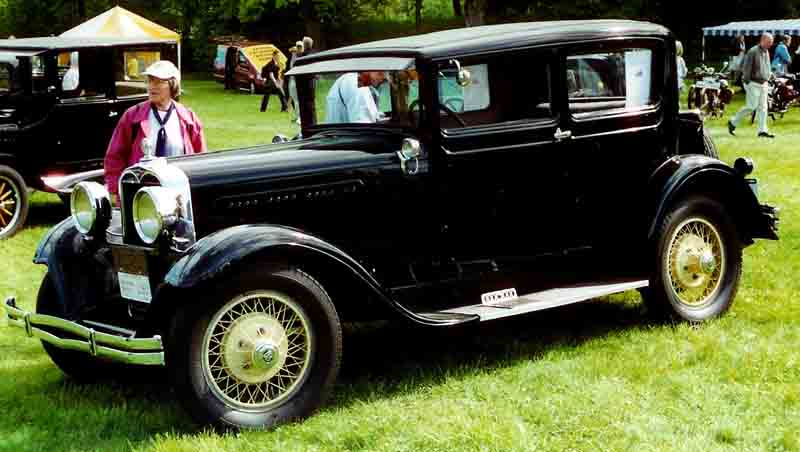
Dodge Victory. Brougham. 1928

Dodge Victory автомобіль середнього класу американської компанії Dodge з Детройту.

## Історія
У січні 1928 була презентована модель Victory серії 130/131 з 6-циліндровим рядним мотором об'ємом 3408 см³ і потужністю 58 к.с. при 3000 об/хв. Victory Serie 130/131 була середнім авто компанії поряд з більшою моделлю Senior і меншою Standard. Вона мала гідравлічні гальма на всі колеса, однодискове мокре зчеплення і 3-ступінчасту коробку передач і колісну базу 2845 мм. На шасі встановлювали 4-дверний кузов седан, лімузин, 2-дверні купе (2 і 4 місця) і брогам.
Вже у липні 1929 розпочали виготовлення серії М з 2-дверних лімузину, родстеру, 4-х дверне ландо і спортивні варіанти лімузину і купе. Випуск седана припинили.
Серію DA випускали з січня 1929, встановивши на старих моделях мотор потужністю 63 к.с. Новинкою став 4-дверний фаетон.
У березні 1930 почали випускати Dodge DD.